# Jóhann Vilbergsson
Jóhann Vilbergsson (* 20. Mai 1935 in Siglufjörður) ist ein ehemaliger isländischer Skirennläufer.

## Karriere
Jóhann Vilbergsson nahm an den Olympischen Winterspielen 1960 und 1964 teil. Beide Male startete er im Slalom und Riesenslalom. Darüber hinaus ging er 1960 auch im Abfahrtslauf an den Start.